# Tuggerawong
Tuggerawong är en del av en befolkad plats i Australien. Den ligger i kommunen Wyong Shire och delstaten New South Wales, i den sydöstra delen av landet, omkring 69 kilometer norr om delstatshuvudstaden Sydney. Antalet invånare är 1 204.

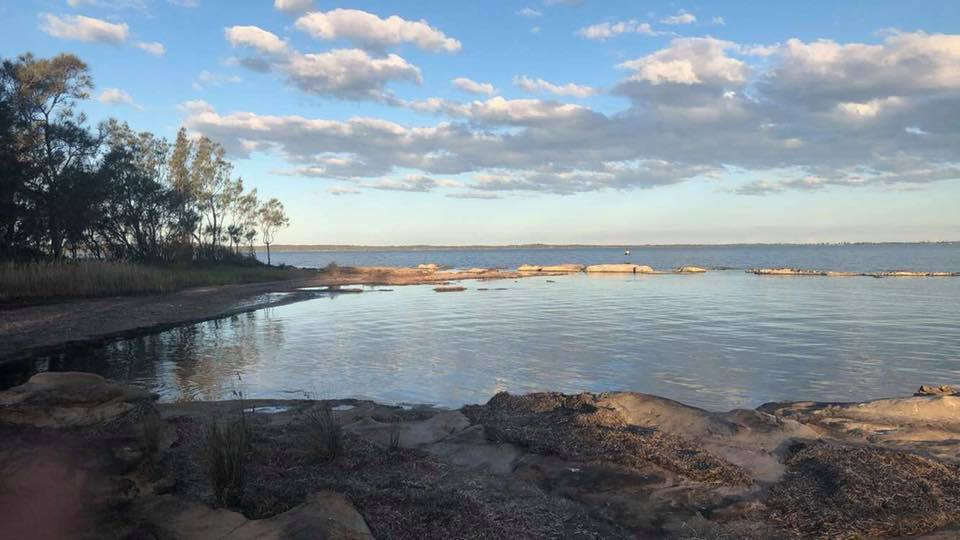
Suburbs of Central Coast, NSW

Närmaste större samhälle är Bateau Bay, omkring 12 kilometer söder om Tuggerawong. Genomsnittlig årsnederbörd är 1 393 millimeter. Den regnigaste månaden är februari, med i genomsnitt 222 mm nederbörd, och den torraste är juli, med 42 mm nederbörd.